# 병렬 전략
병렬 전략(parallel strategy)은 새로운 시스템이 기능적으로 제대로 작동한다는 것을 모든 사람들이 확실할 때까지 당분간 기존 시스템과 새로운 시스템을 병행하여 사용하는 전략이다. 병렬전략은 새로운 시스템에 오류나 처리상의 문제가 발생해도 기존 시스템을 이용할 수 있기 때문에 안전한 전환방법이다. 그러나 두 가지 시스템을 운영하기 때문에 비용이 많이 들고 추가적인 지원인력이나 자원이 필요하다는 단점이 있다.

## 같이 보기
- 변화관리
- 신뢰성 공학
- 롤백 (데이터 관리)
- 위험관리
- 구현